# Valdemaro I di Danimarca
Valdemaro I di Danimarca, conosciuto anche come Valdemaro il Grande (14 gennaio 1131 – 12 maggio 1182), fu re di Danimarca dal 1157 al 1182.
Era figlio di Canuto Lavard, un principe danese cavalleresco e popolare, figlio primogenito di Eric I di Danimarca, e di Ingeborg, figlia di Mstislav di Kiev. Il padre venne ucciso pochi giorni prima della sua nascita e la madre gli diede il nome del nonno materno, Vlamidiro Monomaco di Kiev.

## Biografia

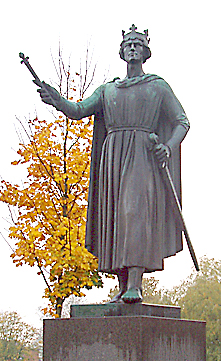
Statua di Waldemaro il Grande a Ringsted

Essendo uno degli eredi al trono e con i rivali che andavano acquistando rapidamente potere, fu cresciuto alla corte del jarl Asser Rig di Fjenneslev, insieme al figlio di quest'ultimo, Absalon, che sarebbe in seguito diventato il suo fidato amico e ministro.
Quando Valdemaro aveva sedici anni il re Erik III abdicò e scoppiò una guerra civile per la successione al trono. I pretendenti erano: Sweyn III Grathe, figlio di Erik II Emune; Canuto (Canuto V Magnussen), figlio del principe Magnus, che era a sua volta figlio di re Niels, e Valdemaro stesso (che deteneva lo Jutland, o almeno lo Jutland meridionale). La guerra civile durò quasi dieci anni.
Nel 1157 il re Sweyn tenne un grande banchetto per Canuto, Absalon e Valdemaro allo scopo di sbarazzarsi di tutti i suoi rivali. Canuto rimase ucciso, ma Absalon e Valdemaro riuscirono a fuggire. Valdemaro tornò nello Jutland. Velocemente Sweyn lanciò un'invasione, ma venne sconfitto da Valdemaro e rimase ucciso durante la battaglia, presumibilmente da un gruppo di contadini che si imbatterono in lui mentre fuggiva dal campo di battaglia.
Valdemaro, essendo sopravvissuto a tutti i suoi rivali, divenne l'unico re di Danimarca.
Nel 1158 Absalon fu eletto vescovo di Roskilde e Valdemaro ne fece il suo amico e consigliere principale. Riorganizzò e ricostruì la distrutta Danimarca. Su istigazione di Absalon dichiarò guerra ai Vendi, che abitavano nella Pomerania e nell'isola di Rügen, nel Baltico. Nel 1168 la capitale dei Vendi, Arkona, fu conquistata ed i Vendi divennero cristiani e soggetti alla sovranità danese. L'influenza danese penetrò in Pomerania.
Il regno di Valdemaro vide la crescita della Danimarca, che raggiunse il suo apice con il suo secondo figlio Valdemaro. Valdemaro I morì nel 1182 e gli succedette il primo figlio Canuto VI.

## Matrimonio e discendenza
Valdemaro sposò Sofia di Minsk, figlia di Rahvalod Barysavič, duca di Pólacak, dalla quale ebbe:
- Sofia (1159 – 1208), sposata con Sigfrido III, conte di Orlamünde;
- Canuto (1163 - 12 novembre 1202), divenuto re con il nome di Canuto VI;
- Valdemaro (28 giugno 1170 - 28 marzo 1241), divenuto re con il nome di Valdemaro II;
- Margherita e Maria, suore a Roskilde;
- Ingeburge (1175 - 29 luglio 1236), sposata con il re Filippo II di Francia;
- Richeza (1180 – 8 maggio 1220), sposata con il re Erik X di Svezia;
- Elena (1182 – 22 novembre 1233), sposata con Guglielmo di Lüneburg.

## Ascendenza
|                             |                     |                        | Genitori                |  |  | Nonni |  |  | Bisnonni              |  |  | Trisnonni       |  |
|                             |                     |                        |                         |  |  |       |  |  | Sweyn II di Danimarca |  |  | Ulf Thorgilsson |  |
|                             |                     |                        |                         |  |  |       |  |  | Sweyn II di Danimarca |  |  | Ulf Thorgilsson |  |
|                             |                     | Estrid Svensdatter     |                         |  |  |       |  |  | Sweyn II di Danimarca |  |  |                 |  |
| Eric I di Danimarca         |                     |                        |                         |  |  |       |  |  | Sweyn II di Danimarca |  |  |                 |  |
|                             |                     | Gunnhildr Sveinsdóttir | …                       |  |  |       |  |  |                       |  |  |                 |  |
|                             |                     | Gunnhildr Sveinsdóttir | …                       |  |  |       |  |  |                       |  |  |                 |  |
|                             |                     | Gunnhildr Sveinsdóttir | …                       |  |  |       |  |  |                       |  |  |                 |  |
| Canuto Lavard               |                     | Gunnhildr Sveinsdóttir |                         |  |  |       |  |  |                       |  |  |                 |  |
|                             |                     | …                      | …                       |  |  |       |  |  |                       |  |  |                 |  |
|                             |                     | …                      | …                       |  |  |       |  |  |                       |  |  |                 |  |
|                             |                     | …                      | …                       |  |  |       |  |  |                       |  |  |                 |  |
| Bodil Thurgotsdatter        |                     | …                      |                         |  |  |       |  |  |                       |  |  |                 |  |
|                             |                     | …                      | …                       |  |  |       |  |  |                       |  |  |                 |  |
|                             |                     | …                      | …                       |  |  |       |  |  |                       |  |  |                 |  |
|                             |                     | …                      | …                       |  |  |       |  |  |                       |  |  |                 |  |
| Valdemaro I di Danimarca    |                     | …                      |                         |  |  |       |  |  |                       |  |  |                 |  |
|                             | Vladimir II di Kiev | Vsevolod di Kiev       |                         |  |  |       |  |  |                       |  |  |                 |  |
|                             | Vladimir II di Kiev | Vsevolod di Kiev       |                         |  |  |       |  |  |                       |  |  |                 |  |
|                             | Vladimir II di Kiev | Anastasia Monomaco     |                         |  |  |       |  |  |                       |  |  |                 |  |
| Mstislav I di Kiev          | Vladimir II di Kiev |                        |                         |  |  |       |  |  |                       |  |  |                 |  |
|                             |                     | Gytha del Wessex       | Aroldo II d'Inghilterra |  |  |       |  |  |                       |  |  |                 |  |
|                             |                     | Gytha del Wessex       | Aroldo II d'Inghilterra |  |  |       |  |  |                       |  |  |                 |  |
|                             |                     | Gytha del Wessex       | Ealdgyth Swan-neck      |  |  |       |  |  |                       |  |  |                 |  |
| Ingeborg Mstislavna di Kiev |                     | Gytha del Wessex       |                         |  |  |       |  |  |                       |  |  |                 |  |
|                             |                     | Ingold I di Svezia     | Stenkil di Svezia       |  |  |       |  |  |                       |  |  |                 |  |
|                             |                     | Ingold I di Svezia     | Stenkil di Svezia       |  |  |       |  |  |                       |  |  |                 |  |
|                             |                     | Ingold I di Svezia     | …                       |  |  |       |  |  |                       |  |  |                 |  |
| Cristina Ingesdotter        |                     | Ingold I di Svezia     |                         |  |  |       |  |  |                       |  |  |                 |  |
|                             |                     | Helena                 | …                       |  |  |       |  |  |                       |  |  |                 |  |
|                             |                     | Helena                 | …                       |  |  |       |  |  |                       |  |  |                 |  |
|                             |                     | Helena                 | …                       |  |  |       |  |  |                       |  |  |                 |  |
|                             |                     | Helena                 |                         |  |  |       |  |  |                       |  |  |                 |  |